# Friedrich Hermann Müller
Friedrich Hermann Müller (* 17. Juni 1826 in Eisleben; † 16. Mai 1903 in Bornstedt-Neuglück bei Eisleben) war ein deutscher Bergwerks- und Fabrikbesitzer und Mitglied des Deutschen Reichstags.

## Leben
Müller besuchte das Gymnasium in Eisleben bis 1845. Bis 1847 absolvierte er eine praktische Ausbildung im Bergfach in Sachsen, im Harz und in Oberschlesien. Er studierte dann bis 1851 in Halle (Saale), Heidelberg und Berlin Naturwissenschaften und Philosophie. 1853 promovierte er an der Universität in Berlin und übernahm die Leitung seiner Bergwerke und gewerblichen Anlagen (Firma: Neuglücker Werke Friedrich Müller, Eisleben und Leopoldshall-Staßfurt, sowie Bornstedt-Neuglück bei Eisleben) und seines Landwirtschaftsbetriebs. Müller war Kreisdeputierter des Kreises Sangerhausen, Mitglied des Kreisausschusses, Kreistagsabgeordneter, Amtsvorsteher des Amtsbezirks Bornstedt und Mitglied der Handelskammer in Nordhausen.
Von 1877 bis 1890 war er Mitglied des Deutschen Reichstags für den Wahlkreis Merseburg 6 (Sangerhausen, Eckartsberga) und die Nationalliberale Partei.